# Coalmont (Tennessee)
Coalmont è un comune degli Stati Uniti d'America, situato nello Stato del Tennessee, nella Contea di Grundy.